# Вдовенко Ігор Станіславович
Вдовенко Ігор Станіславович (нар. 13 березня 1968, Чернігів) — український політик. Член партії «Блок Петра Порошенка «Солідарність»». Голова Чернігівської обласної ради (2015—2020).

## Біографія
У 1973 році разом з батьками переїхав жити до міста Сновськ.
У 1986 році вступив до Чернігівського державного педагогічного інституту ім. Т. Г. Шевченка. Службу в армії проходив у 1986—1988 роках, після чого продовжив навчання в університеті. Університет закінчив у 1992 році, після чого за направленням потрапив вчителем трудового навчання до середньої школи № 1 м. Щорс. До 1998 року працював там вчителем.
У 1998 році став директором Щорської середньої школи № 2.
Із жовтня 1999 року — директор професійно-технічного училища № 7, яке з 2007 року реорганізовано у вище професійне училище лісового господарства.
У 2006 році закінчив Чернігівський державний технологічний університет з дипломом магістра за спеціальністю «Державна служба».
У 2007 році привселюдно захистив дисертацію і здобув науковий ступінь кандидата педагогічних наук.
У 2011 році рішенням атестаційної комісії присвоєно вчене звання доцента кафедри професійної освіти та безпеки життєдіяльності.
У 2013 році здобув науковий ступінь доктора педагогічних наук.
У серпні 2015 року став начальником управління освіти і науки Чернігівської обласної державної адміністрації.
З 25 жовтня 2015 року — депутат Чернігівської обласної ради.
З 23 листопада 2015 по 3 грудня 2020 року — голова Чернігівської обласної ради.

## Сім'я
Ігор Станіславович із сім'ї з освітянськими коренями. Бабуся — директор початкової школи в Бобровицькому районі, батько — вчитель фізики й математики, мати — вчитель початкових класів.
Дружина, Вдовенко Олена Іванівна (н. 1970) — старший викладач кафедри професійної освіти та безпеки життєдіяльності Чернігівського національного педагогічного університету ім. Т. Г. Шевченка.
Донька, Фурс Тетяна Ігорівна (н. 1991) — аспірантка Чернігівського національного педагогічного університету ім. Т. Г. Шевченка.
Син, Вдовенко Станіслав Ігорович (н. 2000) — учень ЗОШ І-ІІІ ст. № 29 м. Чернігів.
Молодший брат, Вдовенко Юрій Станіславович. (н. 1987) — директор Чернігівського регіонального центру з інвестицій та розвитку, віце-президент Поліського фонду міжнародних та регіональних досліджень, доцент кафедри фінансів Чернігівського національного технологічного університету, начальник відділу з питань регуляторної політики та розвитку підприємництва Чернігівської міської ради, начальник відділу зовнішньоекономічної діяльності управління зовнішніх зносин та зовнішньоекономічної діяльності Чернігівської обласної державної адміністрації.